# گرماب (سملقان)
گرماب، روستایی در دهستان جیرانسو بخش مرکزی شهرستان سملقان در استان خراسان شمالی ایران است. این روستا، مرکز دهستان جیرانسو است.

## جمعیت
بر پایه سرشماری عمومی نفوس و مسکن در سال ۱۳۹۵، جمعیت این روستا برابر با ۳۸۲ نفر (۱۰۴ خانوار) بوده‌است.